# Alexander Krieger
Alexander Krieger (* 28. November 1991 in Stuttgart) ist ein deutscher Radrennfahrer.

## Sportliche Laufbahn
In der Saison 2010 schloss Krieger erstmals einem internationalen Radsportteam an, dem deutschen UCI Continental Team Heizomat. Nach mehreren Jahren bei diversen Continental Teams fuhr er zum Saisonende 2014 als Stagiaire beim UCI Professional Continental Team NetApp-Endura. Nachdem er dort keinen regulären Vertrag erhalten hatte, wechselte er 2015 zum luxemburgischen Leopard Development Team.
2017 wurde Krieger für die Straßen-Europameisterschaften im dänischen Herning nominiert und belegte Platz 48 im Straßenrennen. Bei der Luxemburg-Rundfahrt 2018 belegte er zwei zweite Etappenplätze und wurde Vierter der Gesamtwertung, womit er sein bis dahin bestes Karriereergebnis erzielte.
Nach fünf Jahren bei Leopard wechselte Krieger nach Ablauf der Saison 2019 zum belgischen UCI ProTeam Alpecin-Fenix. Bei den Deutschen Straßenmeisterschaften 2020 gewann er im Sprint des Vorderfelds die Bronzemedaille. Mit dem Giro d’Italia 2021 bestritt Krieger seine erste Grand Tour und bereitete im Sprintzug seines Kollegen Tim Merlier dessen Sieg auf der 2. Etappe vor. Im selben Jahr bereitete er den Sprintsieg von Jasper Philipsen beim UCI-WorldTour-Rennen Eschborn–Frankfurt vor. Im Jahr 2022 bestritt er erstmals die Tour de France und beendete diese auf dem 103. Gesamtrang.
Nach drei Jahren beim Alpecin-Fenix bzw. Alpecin-Deceuninck Team wechselte Krieger zum Schweizer Tudor Pro Cycling Team. Das UCI ProTeam erhielt eine Wildcard für den Giro d’Italia 2024, bei dem Alexander Krieger auf der 9. Etappe schwer zu Sturz kam und sich mehrere Rippenbrüche und eine Beckenfraktur zuzog.

## Erfolge
2020
- Deutsche Meisterschaften – Straßenrennen

## Wichtige Platzierungen
| Grand Tour            | 2020 | 2021 | 2022 | 2023 | 2024 | 2025 |
| --------------------- | ---- | ---- | ---- | ---- | ---- | ---- |
| Giro d’ItaliaGiro     | 140  | 140  | DNF  | 121  | DNF  | 159  |
| Tour de FranceTour    | –    | –    | 103  | –    |      |      |
| Vuelta a EspañaVuelta | 117  | 117  | –    | –    |      |      |

| Monument                 | 2020 | 2021 | 2022 | 2023 | 2024 | 2025 |
| ------------------------ | ---- | ---- | ---- | ---- | ---- | ---- |
| Mailand–Sanremo          | –    | –    | –    | –    | 138  | 165  |
| Flandern-Rundfahrt       | DNF  | –    | –    | –    | 84   | DNF  |
| Paris–Roubaix            | –    | –    | –    | –    | –    |      |
| Lüttich–Bastogne–Lüttich | –    | –    | –    | –    | –    |      |
| Lombardei-Rundfahrt      | –    | –    | –    | –    |      |      |